# ジョージ・ゲティ
ジョージ・フランクリン・ゲティ（George Franklin Getty、1855年10月17日 - 1930年5月31日）は、アメリカ合衆国の弁護士、実業家。石油王ジャン・ポール・ゲティの父にしてゲティ家の家長である。

## 来歴
1855年、ジョージ・フランクリン・ゲティはメリーランド州アリゲイニー郡でマーサ・アン・ワイリーとジョン・ゲティ（1835年-1861年）を両親として生まれた。父親のジョンはジェームズ・ゲティの息子で、もう一人のジョン・ゲティの孫である。この曾祖父のジョンはアメリカに移住したスコットランド系アイルランド人の長老派教会の会員で、ペンシルベニア州ゲティスバーグから名前をとった。彼の出生直後に一家はメリーランド州からオハイオ州に移り、この地で父は1861年に亡くなった。幼いジョージはおじのジョセフ・ゲティが学費を提供してくれるまで、働くことを余儀なくされた。
やがてゲティは結婚し、ミシガン州のロー・スクールに通い、法廷への出入りを許可された。1884年、ミネソタ州ミネアポリスに移り、保険と会社法を専門とした。ミネアポリスはアメリカの「小麦製粉の中心地」であり、暮らし向きが向上した。1890年、長女が都市に大打撃を与えた腸チフスの流行により死去。1892年、長男のジャン・ポール・ゲティ誕生。
1904年、ゲティ一家はミネソタ州からオクラホマ州に移り、ジョージは石油企業家としての第一歩を踏み出す。2年で自身のミネホマ・オイル・カンパニーで財を蓄え、家族を引き連れカリフォルニア州ロサンゼルスに移住。1913年、21歳になった息子ジャン・ポールに油井に投資する資金を貸し出した。1915年、ジャン・ポールは100万（ドル）長者となり、翌年ジョージとジャン・ポールは後にゲティ・オイルとなるゲティ・オイル・カンパニーを設立した。
ジョージはジャン・ポールのライフスタイルを快く思っていなかった。恐らくこれが会社を息子1人に任せ、引退するという選択をしなかった理由である。1930年に死去。ジャン・ポール・ゲティが同族企業の「ジョージ・F・ゲティ社」の社長となったが、妻サラには1000万ドルから1500万ドルと評価された同社の支配的利権という形で財産を残した。

## ジョージ・ゲティ2世
ジャン・ポール・ゲティの長男（ジョージの孫の1人）は、ジョージ・フランクリン・ゲティ2世（1924年 – 1973年）という名で、死去するまでゲティ・オイル・カンパニーの重役であった。彼の住居ゲティ・ハウスは市に寄贈され、後にロサンゼルス市長の官邸となった。